# Sciomyza fulvescens
Sciomyza fulvescens är en tvåvingeart som beskrevs av Blanchard 1852. Sciomyza fulvescens ingår i släktet Sciomyza och familjen kärrflugor. Inga underarter finns listade i Catalogue of Life.